# Realitos
Realitos és una concentració de població designada pel cens dels Estats Units a l'estat de Texas. Segons el cens del 2000 tenia 209 habitants.

## Demografia
Segons el cens del 2000, Realitos tenia 209 habitants, 77 habitatges, i 58 famílies. La densitat de població era de 298,9 habitants/km².
Dels 77 habitatges en un 29,9% hi vivien nens de menys de 18 anys, en un 49,4% hi vivien parelles casades, en un 20,8% dones solteres, i en un 23,4% no eren unitats familiars. En el 23,4% dels habitatges hi vivien persones soles l'11,7% de les quals corresponia a persones de 65 anys o més que vivien soles. El nombre mitjà de persones vivint en cada habitatge era de 2,71 i el nombre mitjà de persones que vivien en cada família era de 3,2.
Per edats la població es repartia de la següent manera: un 26,3% tenia menys de 18 anys, un 10% entre 18 i 24, un 20,6% entre 25 i 44, un 24,9% de 45 a 60 i un 18,2% 65 anys o més.
L'edat mediana era de 41 anys. Per cada 100 dones de 18 o més anys hi havia 108,1 homes.
La renda mediana per habitatge era de 18.625 $ i la renda mediana per família de 17.125 $. Els homes tenien una renda mediana de 18.958 $ mentre que les dones 18.750 $. La renda per capita de la població era d'11.221 $. Aproximadament el 41,5% de les famílies i el 51% de la població estaven per davall del llindar de pobresa.

## Poblacions més properes
El següent diagrama mostra les poblacions més properes.